# Mesterholdenes Europa Cup i håndbold 1961-62 (mænd)
Mesterholdenes Europa Cup i håndbold 1961-62 var den fjerde udgave af Mesterholdenes Europa Cup i håndbold for mænd. Turneringen havde deltagelse af 20 klubhold, der var blevet nationale mestre sæsonen forinden, og blev vundet af de forsvarende mestre Frisch Auf Göppingen fra Vesttyskland, som i finalen i Paris besejrede Partizan Bjelovar fra Jugoslavien med 13-11.
Danmarks repræsentant i turneringen var AGF, som tabte i semifinalen til Partizan Bjelovar med 13-14 efter forlænget spilletid.

## Resultater

### 1/16-finaler
| Dato   | Hjemmehold        | Udehold              | Res   |
| ------ | ----------------- | -------------------- | ----- |
| 12.11. | BM Granollers     | Stade Marocain Rabat | 28–13 |
| ?      | WKS Slask Wroclaw | Spartacus Budapest   | w.o.  |
| 4.11.  | Niloc Amsterdam   | Fola Esch            | 27–10 |
| ?      | Burevestnik Kiev  | Arsenal Helsinki     | 26–11 |

### 1/8-finaler
| Dato  | Hjemmehold           | Udehold           | Res   |
| ----- | -------------------- | ----------------- | ----- |
| 3.12. | Frisch Auf Göppingen | ROC Flemmalois    | 34–7  |
| 9.12. | Bataillon Joinville  | BM Granollers     | 19–9  |
| ?     | Dukla Praha          | WKS Slask Wroclaw | 39–16 |
| 3.12. | SC DHfK Leipzig      | Dinamo Bucuresti  | 9–7   |
| ?     | Nordstrand           | AGF               | 16–22 |
| ?     | Vikingarnas IF       | Burevestnik Kiev  | 27–19 |
| ?     | BSV Bern             | Niloc Amsterdam   | 24–17 |
| ?     | Partizan Bjelovar    | ATSV Linz         | 33–21 |

### Kvartfinaler
| Dato  | Hjemmehold          | Udehold              | Res   |
| ----- | ------------------- | -------------------- | ----- |
| ?     | Bataillon Joinville | Frish Auf! Göppingen | 8–11  |
| ?     | Dukla Praha         | SC DHfK Leipzig      | 19–18 |
| 18.1. | AGF                 | Vikingarnas IF       | 21–19 |
| ?     | BSV Bern            | Partizan Bjelovar    | 10–18 |

### Semifinaler
| Dato  | Hjemmehold           | Udehold     | Res   |
| ----- | -------------------- | ----------- | ----- |
| ?     | Frisch Auf Göppingen | Dukla Praha | 13–8  |
| 12.3. | Partizan Bjelovar    | AGF         | 14–13 |

### Finale
Finalen blev spillet i Paris, Frankrig.
| Dato | Hjemmehold           | Udehold           | Res   |
| ---- | -------------------- | ----------------- | ----- |
| 7.4. | Frisch Auf Göppingen | Partizan Bjelovar | 13–11 |